# Roman Dolidze
Roman Dolidze, né le 15 juillet 1988 à Batumi en Géorgie soviétique est un pratiquant géorgien d'arts martiaux mixtes (MMA). Il combat dans la catégorie des poids moyens à l'Ultimate Fighting Championship, où il est actuellement classé 8e.

## Palmarès en arts martiaux mixtes
| 19 combats     | 15 victoires | 4 défaites |
| Par KO         | 8            | 0          |
| Par soumission | 3            | 1          |
| Sur décision   | 4            | 3          |

| Résultat | Record | Adversaire         | Méthode                                  | Événement                                       | Date            | Round | Temps | Lieu                             | Notes                      |
| -------- | ------ | ------------------ | ---------------------------------------- | ----------------------------------------------- | --------------- | ----- | ----- | -------------------------------- | -------------------------- |
| Défaite  | 15-4   | Anthony Hernandez  | Soumission (étranglement arrière debout) | UFC sur ESPN : Dolidze contre Hernandez         | 9 août 2025     | 4     | 2:45  | Las Vegas, Nevada, États-Unis    |                            |
| Victoire | 15-3   | Marvin Vettori     | Décision unanime                         | Soirée de combat UFC : Vettori contre Dolidze 2 | 15 mars 2025    | 5     | 5:00  | Las Vegas, Nevada, États-Unis    |                            |
| Victoire | 14-3   | Kevin Holland      | TKO (arrêt du coin)                      | UFC 307                                         | 5 octobre 2024  | 1     | 5:00  | Salt Lake City, Utah, États-Unis |                            |
| Victoire | 13-3   | Anthony Smith      | Décision unanime                         | UFC 303                                         | 29 juin 2024    | 3     | 5:00  | Las Vegas, Nevada, États-Unis    | Combat en poids mi-lourds. |
| Défaite  | 12-3   | Nassourdine Imavov | Décision majoritaire                     | UFC Fight Night: Dolidze vs. Imavov             | 3 février 2024  | 5     | 5:00  | Las Vegas, Nevada, États-Unis    |                            |
| Défaite  | 12-2   | Marvin Vettori     | Décision unanime                         | UFC 286                                         | 18 mars 2023    | 3     | 5:00  | Londres, Angleterre              |                            |
| Victoire | 12-1   | Jack Hermansson    | TKO (coups de poing)                     | UFC on ESPN: Thompson vs. Holland               | 3 décembre 2022 | 2     | 4:06  | Orlando, Floride, États-Unis     | Performance de la soirée.  |